# Салу Джибо
Салу Джибо (фр. Salou Djibo) — командир столичного гарнізону армії Нігера, організував і очолив військовий переворот у Нігері 18 лютого 2010 року. Очолював хунту — Вища рада з відновлення демократії і де-факто був главою держави.

## Біографія
Народився в Намаро, в 40 км від столиці країни. Належить до народності джерма.
Навчався в Кот-Д'івуарі, Марокко і КНР, служив у миротворчих підрозділах ООН у Кот-Д'івуарі і ДРК.
З 2005 року очолював 121-ий допоміжний підрозділ Збройних сил Нігеру — підрозділ спеціального призначення, відомий участю у всіх переворотах, які відбувалися в країні.
Джибо був командиром «1-ї військової зони» і контролював 40 % збройних сил.
Переворот, що відсторонив авторитарного президента Танджа, був популярний у країні. Спочатку розглядалася можливість зберегти владу військових на 2—3 роки, однак під міжнародним тиском оголошено про однорічний перехідний період, який мав завершитися передачею влади новому президентові в 2011 році. Уряд сформували з цивільних осіб, які підпорядковувалися Вищій раді, сформованій з військових.
У квітні 2010 року Джибо заснував комісію з підготовки нової конституції країни і дав старт роботі тимчасового парламенту, який отримав назву Національна консультативна рада. Розроблений до травня проєкт конституції передбачав перехід до напівпрезидентської системи правління, тобто перерозподіляв повноваження від глави держави на користь депутатів.
У рамках боротьби з корупцією у квітні 2010 року були звільнені керівники 20 найбільших державних компаній. Була заснована державна фінансова інспекція, покликана виявити зловживання колишнього уряду.
У жовтні 2010 року припинена спроба перевороту. Заарештовані кілька вищих офіцерів, включаючи другого за впливовістю, після Джибо, члена хунти полковника Баді, і главу нігерської служби безпеки Сейні Шекарау.
7 квітня 2011 року передав владу демократично обраному президентові Іссуфу.
Після відставки, у травні 2010 року отримав звання генерала армії. Працює в структурах організації економічного співробітництва країн Західної Африки (ECOWAS).